# エルネスト・ルアール
エルネスト・ルアール（Ernest Rouart、1874年8月24日 - 1942年2月27日）はフランスの画家、版画家である。父親の友人でもあるエドガー・ドガらの印象派の画家のたちのなかで育ち、美術品コレクターとしても知られていた。エドゥアール・マネの姪で、ベルト・モリゾの娘の、ジュリー・マネと結婚した。

## 略歴
パリで生まれた。父親のアンリ・ルアール(1833-1912)は、機械技術者として働き、後に画家としても働いた人物で、友人になった印象派の画家の作品を購入することで、彼らを支援した人物である。兄のウジェーヌ・ルアール(1872-1936)は政治家になり、国会議員になった。 エルネスト・ルアールは技術者としての父親の仕事を助けるために、数学を学んだが画家の道に転じ、父親の友人のエドガー・ドガ(1834-1917)から絵を学び、ドガの勧めでルーブル美術館の巨匠の作品を模写して修行した。アンドレア・マンテーニャのようなルネサンスの画家の時代に使われていた成分の絵具を作り、マンテーニャの『知恵の勝利(La Sagesse victorieuse des vices)』の模写に使う実験もした。
エルネスト・ルアールはエドゥアール・マネの弟の画家ウジェーヌ・マネと画家ベルト・モリゾとの間の娘、ジュリー・マネと1900年に結婚した。2人をティー・パーティーで紹介し、結婚の手筈を整えたのもドガで、結婚した2人はドガの友人の文学者のポール・ヴァレリーとジュリーのいとこのジャニ・ゴビヤールの夫妻が住む同じ建物に住んだ。ルアール夫妻には3人の子供ができた。
画家としては1899年の国民美術協会の展覧会やアンデパンダン展、サロン・デ・チュイルリー（Salon des Tuileries)に出展した。
父と同じく美術品収集家であったエルネストは、1912年頃、父親のアンリ・ルアールのコレクションが売却された時、画廊の仲介により、何点かの作品を入手した。1932年にオランジュリー美術館で開かれたマネ生誕百周年記念展や1937年のドガの展覧会、1941年のベルト・モリゾの展覧会を企画した。

## 作品

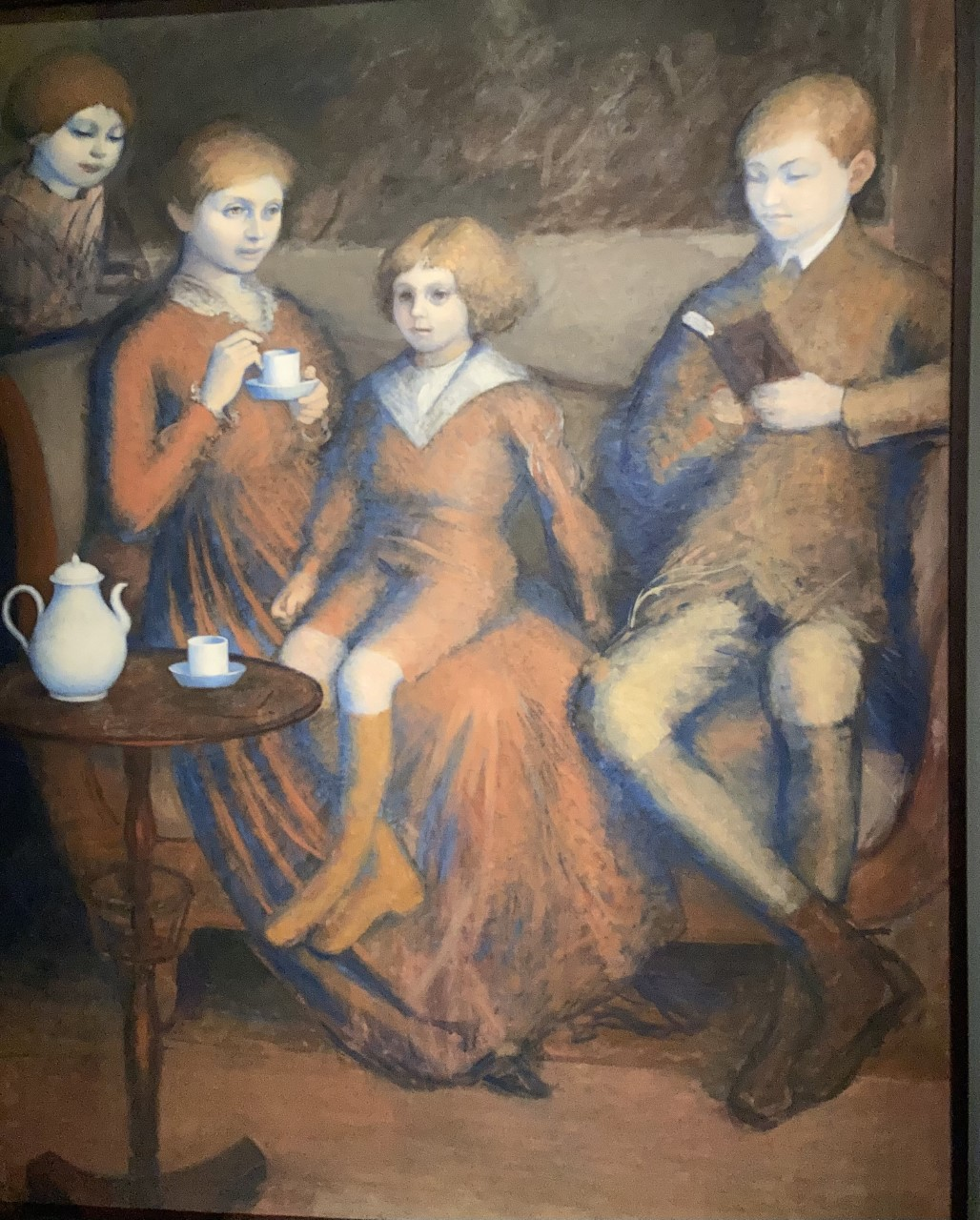
エルネスト・ルアール夫人と3人の子供(1913)
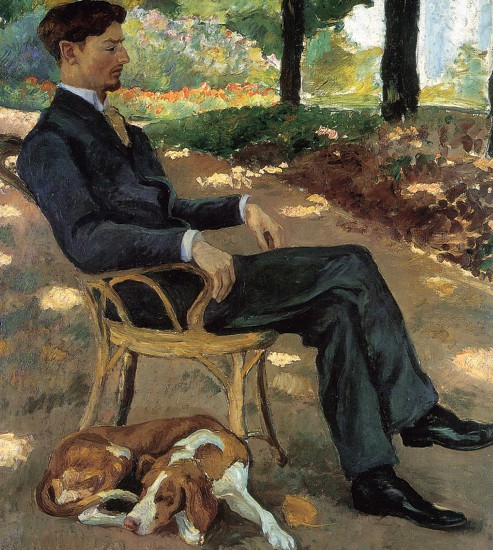
犬を連れた男（兄、ウジェーヌの肖像画） (c.1900)
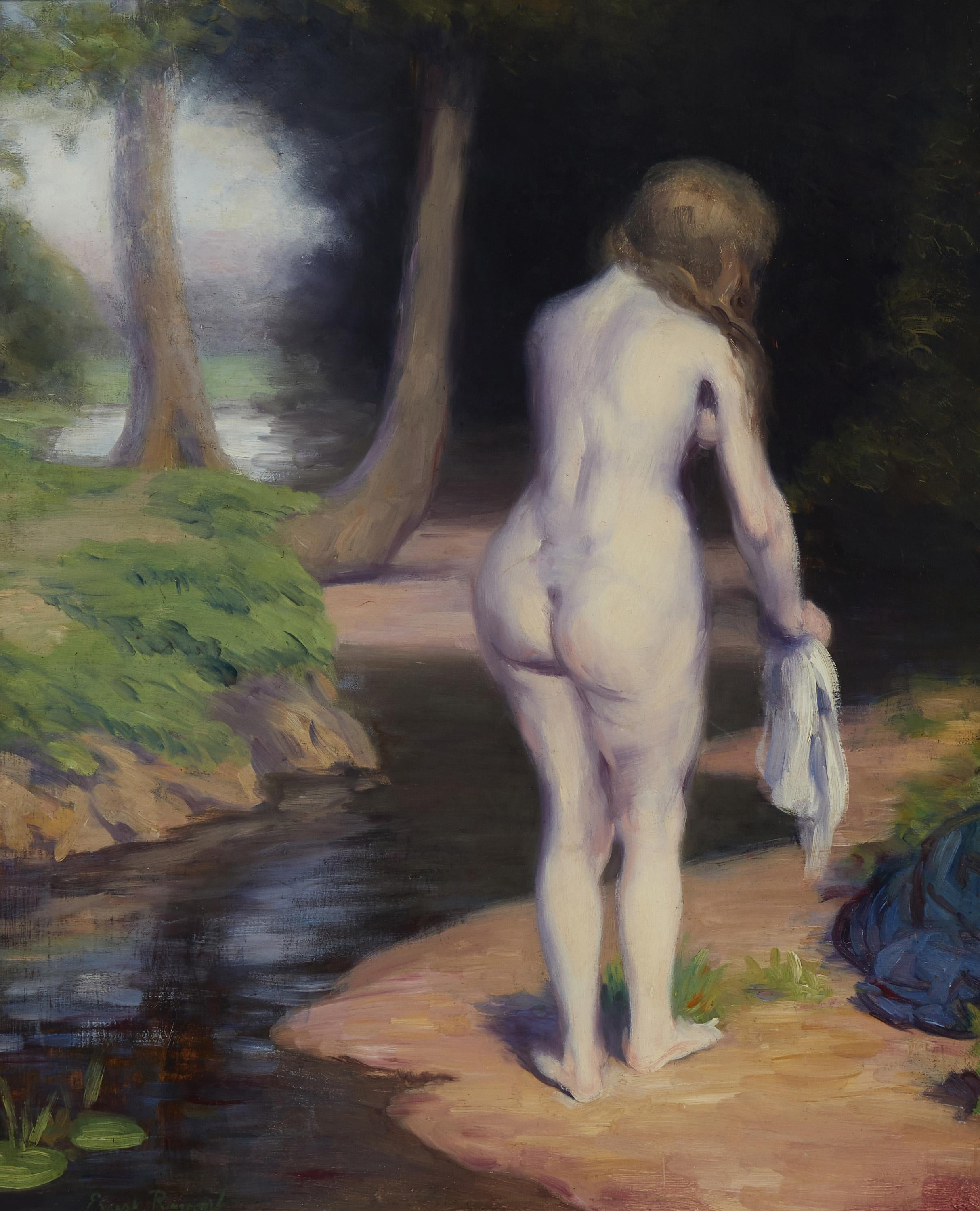
森の中で水浴びするヌード
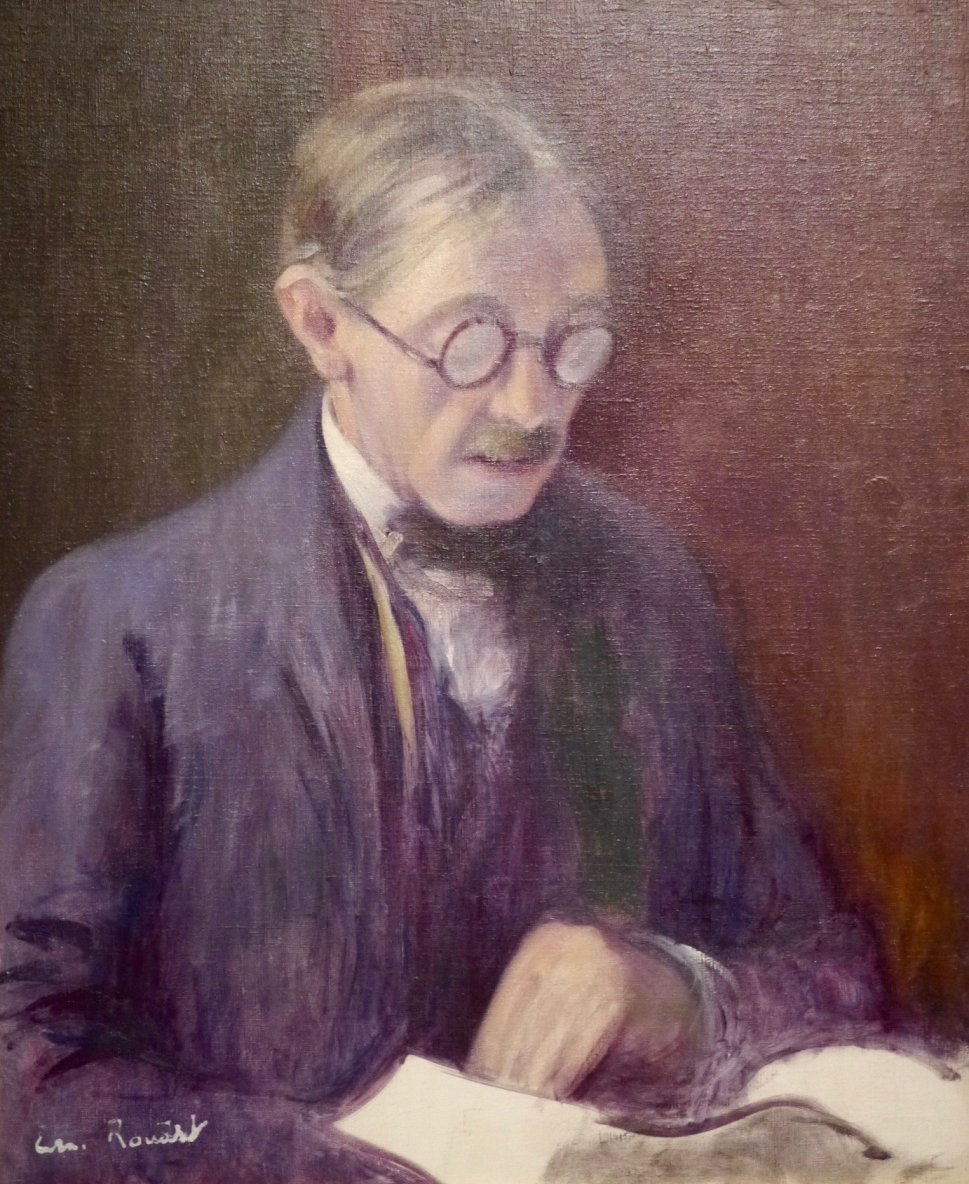
ポール・ヴァレリーの肖像画

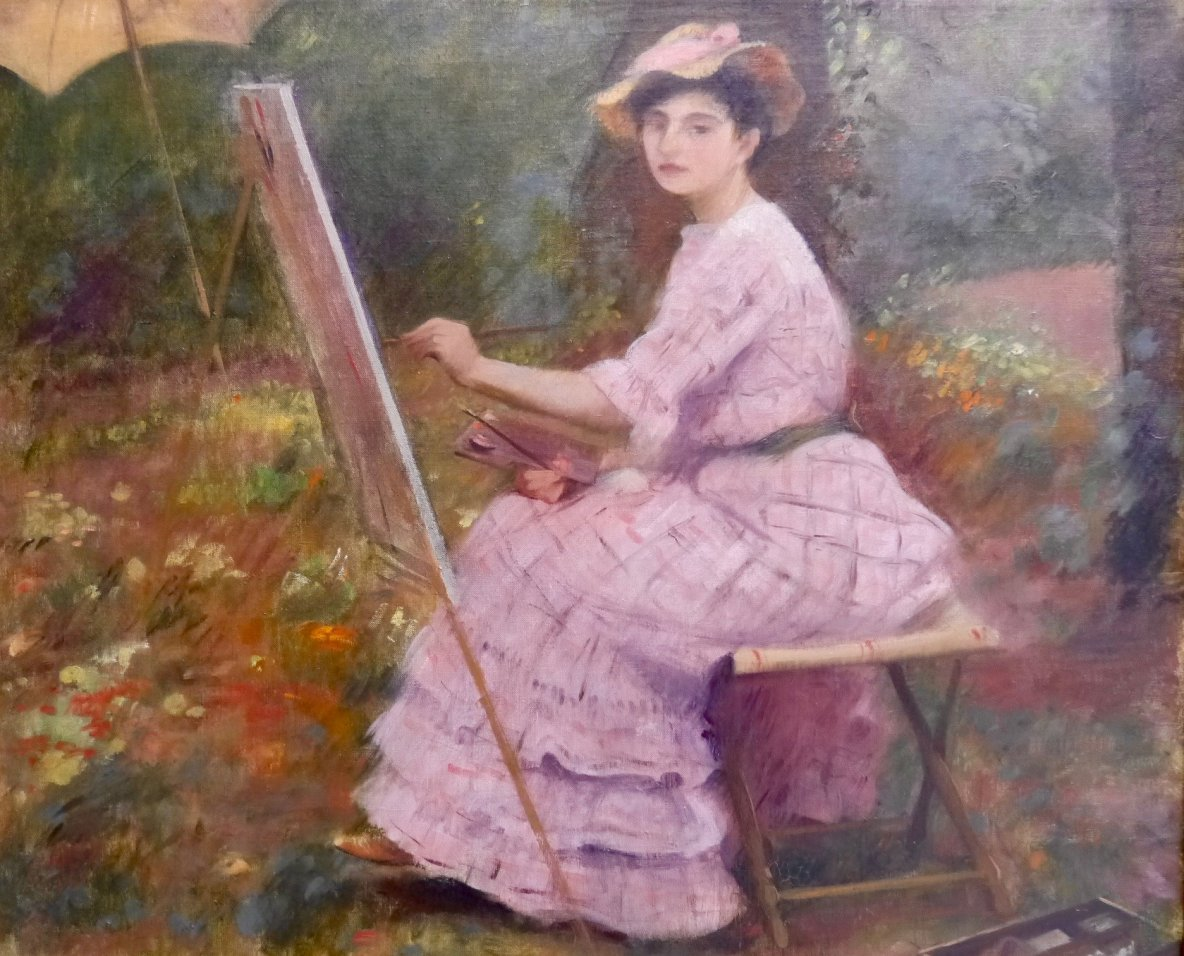
絵を描くジュリー・マネ
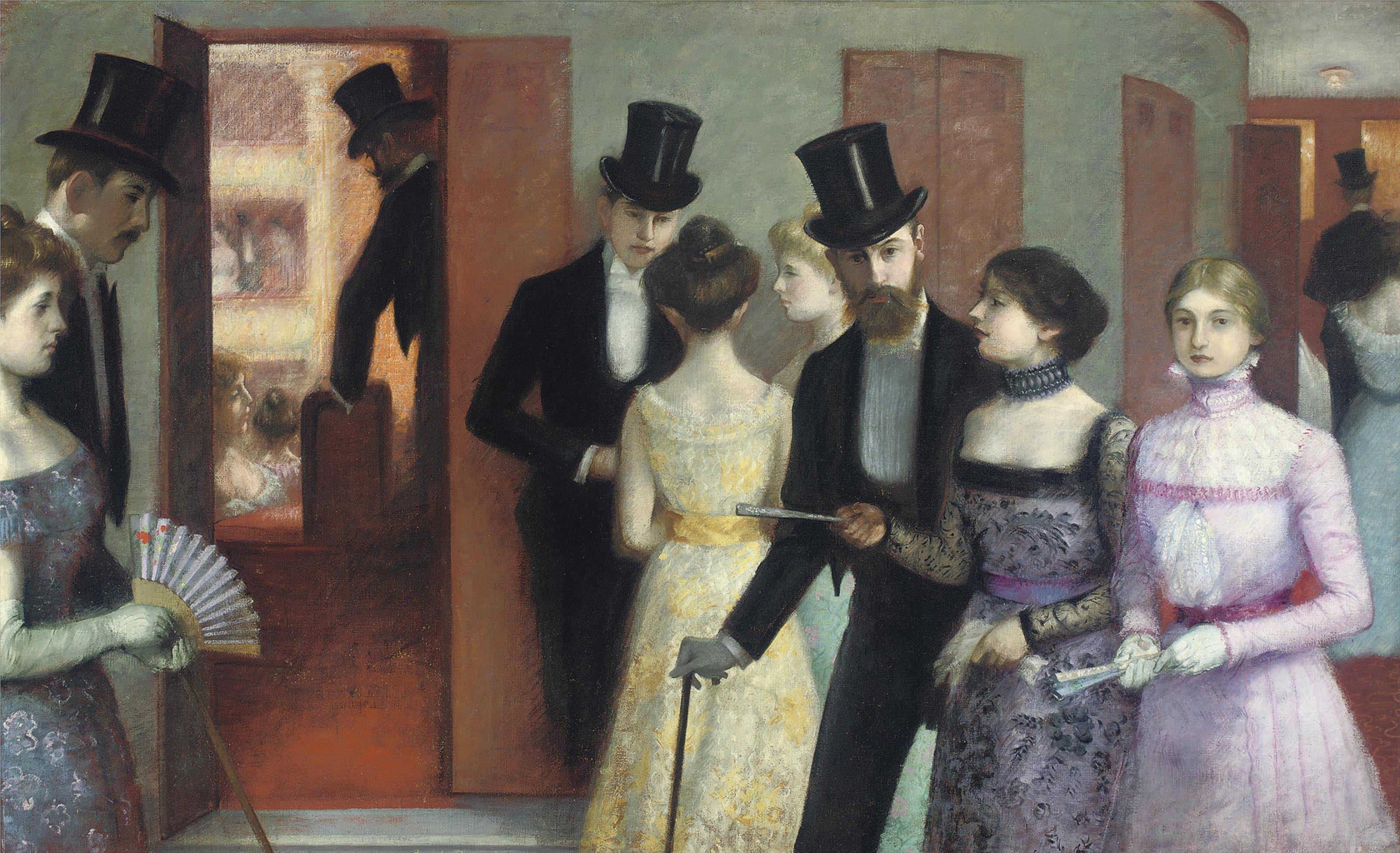
オペラ座の夕べ
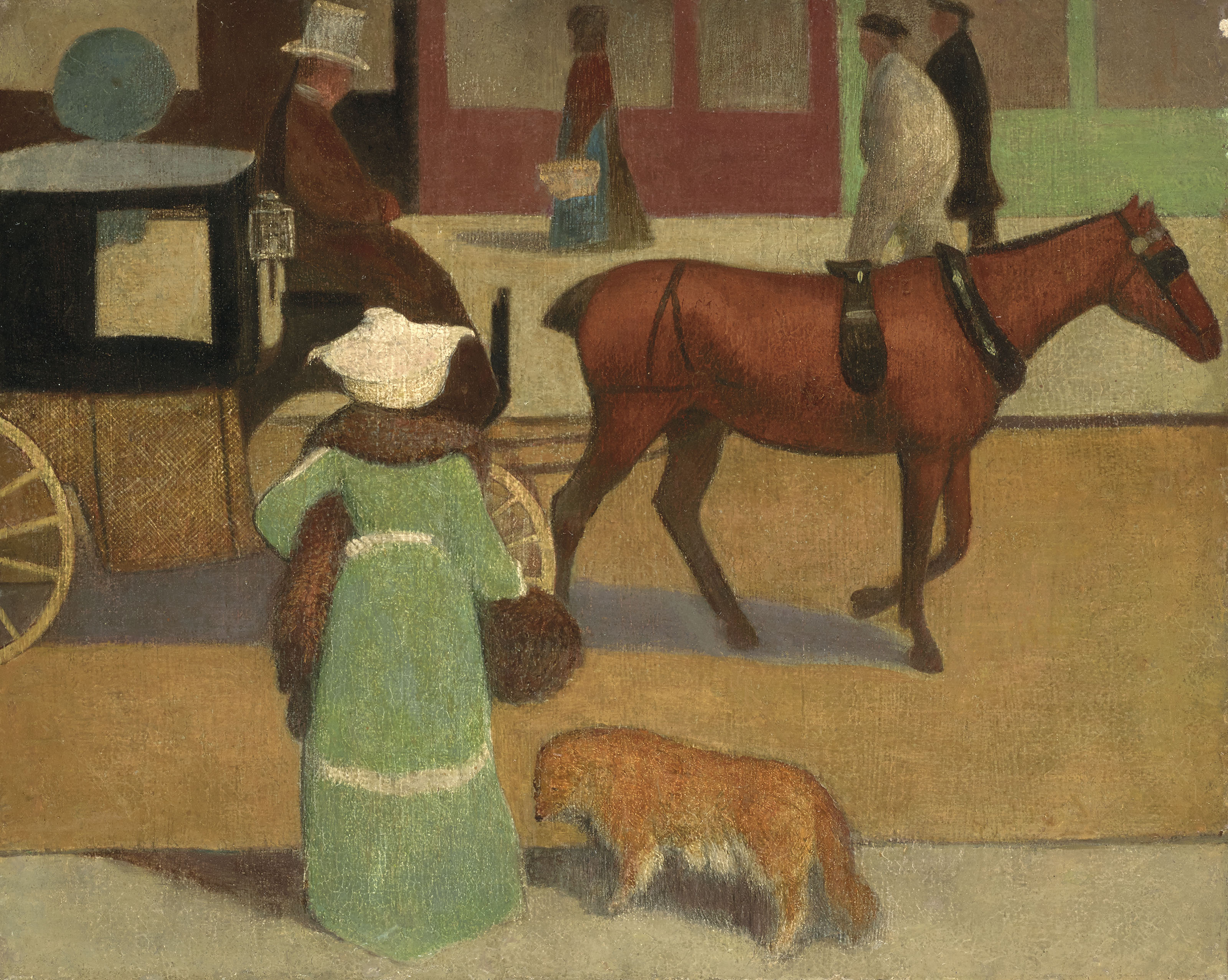
街の情景